# 반전성 변칙
양자장론에서 반전성 변칙(反轉性變則, 영어: parity anomaly)은 홀수 차원의 시공간의 게이지 이론, 반전성 대칭이 변칙적으로 깨지는 현상이다.

## 정의
대부분의 변칙은 짝수 차원의 시공간에서 바일 페르미온의 존재에 따라서 일어난다. 홀수 차원에서는 바일 페르미온이 존재하지 않으므로, 변칙이 드물다. 그러나 특정한 홀수 차원 시공간({\displaystyle d\equiv 1,3{\pmod {8}}}인 경우)에서는 마요라나 페르미온이 존재하고, 이로 인하여 반전성 대칭이 깨질 수 있는데, 이를 반전성 변칙이라고 한다.
반전성 변칙의 대표적인 예는 3차원 게이지 이론이다. 게이지 군이 {\displaystyle G}인 3차원 게이지 이론이 {\displaystyle n}개의 마요라나 페르미온을 갖는다고 하자. 만약 {\displaystyle n}이 홀수이고, 또 {\displaystyle G}의 이중 콕서터 수 {\displaystyle h(G)} 또한 홀수라면 이 이론은 반전성 변칙을 보인다.
또한, 3차원 게이지 이론은 천-사이먼스 항을 포함할 수 있다. 천-사이먼스 항의 준위가 정수라면 이 항으로부터 반전성 변칙이 생기지 않지만, 반정수라면 반전성 변칙이 생긴다. 이는 하나의 마요라나 페르미온을 경로적분하여 없애면 천-사이먼스 준위가 −½만큼 재규격화되기 때문이다.

## 역사
안티 니에미(Antti J. Niemi)와 고던 세메노프(Gordon Walter Semenoff)가 1983년 발표하였다.